# Gaylussacia frondosa
Gaylussacia frondosa là một loài thực vật có hoa trong họ Thạch nam. Loài này được (L.) Torr. & A.Gray mô tả khoa học đầu tiên năm 1843.

## Hình ảnh

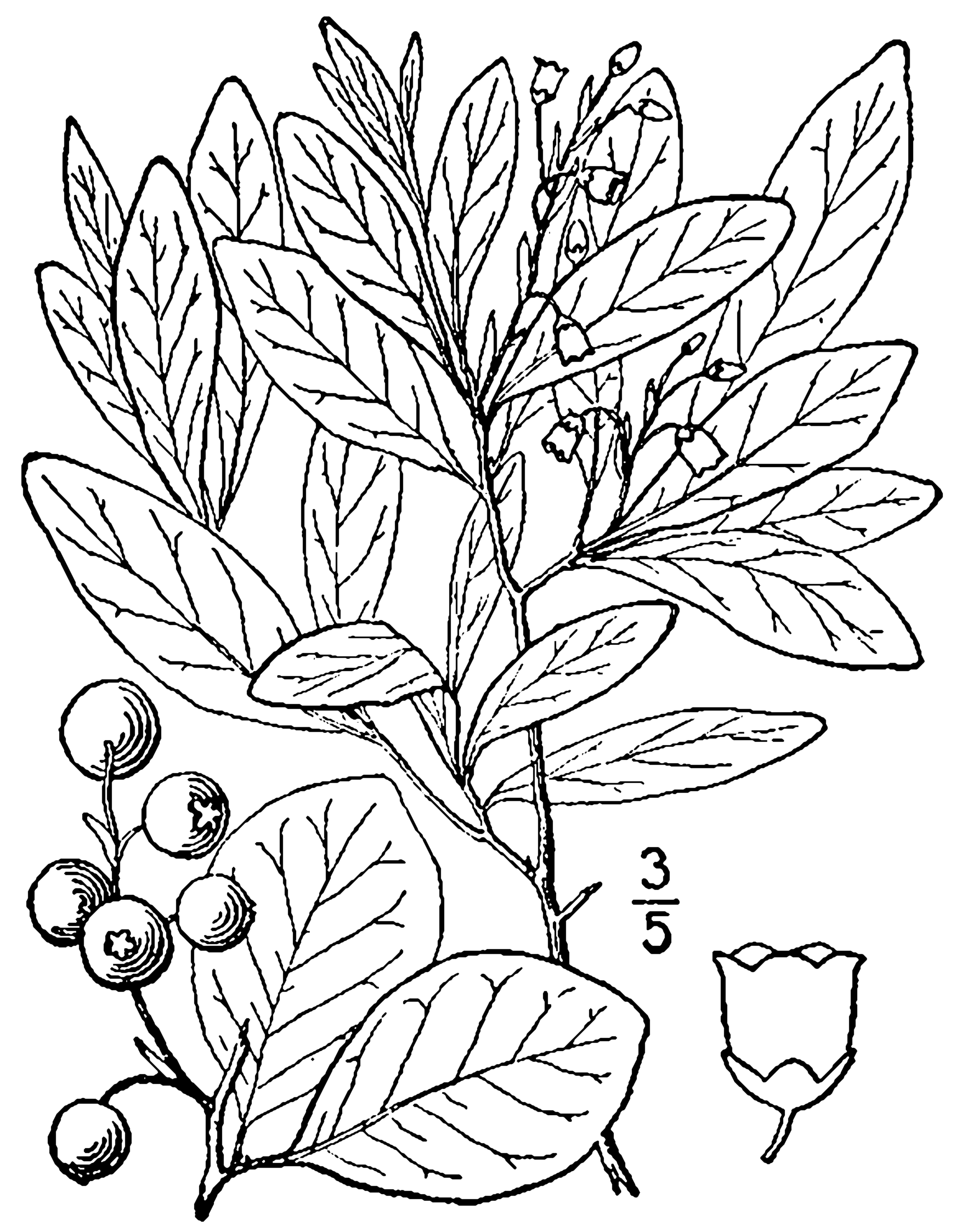